# Sport-Verein Werder von 1899 1965-1966
Questa voce raccoglie le informazioni riguardanti lo Sport-Verein Werder von 1899 nelle competizioni ufficiali della stagione 1965-1966.

## Stagione
Nella stagione 1965-1966 il Werder Brema, allenato da Günter Brocker, concluse il campionato di Bundesliga al 4º posto. In Coppa di Germania il Werder Brema fu eliminato ai quarti di finale dal Kaiserslautern. In Coppa dei Campioni il Werder Brema fu eliminato agli ottavi di finale dal Partizan.

## Rosa
| N. |                      | Ruolo | Calciatore           |
| -- | -------------------- | ----- | -------------------- |
|    | Germania (bandiera)  | P     | Günter Bernard       |
|    | Germania (bandiera)  | P     | Klaus Lambertz       |
|    | Germania (bandiera)  | D     | Wolfgang Bordel      |
|    | Germania (bandiera)  | D     | Horst-Dieter Höttges |
|    | Germania (bandiera)  | D     | Helmut Jagielski     |
|    | Germania (bandiera)  | D     | Sepp Piontek         |
|    | Germania (bandiera)  | D     | Heinz Steinmann      |
|    | Danimarca (bandiera) | C     | John Danielsen       |
|    | Germania (bandiera)  | C     | Diethelm Ferner      |
|    | Germania (bandiera)  | C     | Max Lorenz           |

| N. |                     | Ruolo | Calciatore        |
| -- | ------------------- | ----- | ----------------- |
|    | Germania (bandiera) | C     | Helmut Schimeczek |
|    | Germania (bandiera) | C     | Hans Schulz       |
|    | Germania (bandiera) | C     | Arnold Schütz     |
|    | Germania (bandiera) | C     | Willi Soya        |
|    | Germania (bandiera) | A     | Hugo Dausmann     |
|    | Germania (bandiera) | A     | Klaus Hänel       |
|    | Germania (bandiera) | A     | Klaus Matischak   |
|    | Germania (bandiera) | A     | Manfred Podlich   |
|    | Germania (bandiera) | A     | Gerhard Zebrowski |

## Organigramma societario
Area tecnica
- Allenatore: Günter Brocker
- Allenatore in seconda:
- Preparatore dei portieri:
- Preparatori atletici:

## Calciomercato

### Sessione estiva
| Acquisti | Acquisti        | Acquisti      | Acquisti |
| R.       | Nome            | da            | Modalità |
| -------- | --------------- | ------------- | -------- |
| C        | John Danielsen  | B 1909        |          |
| A        | Hugo Dausmann   | Pirmasens     |          |
| A        | Manfred Podlich | Holstein Kiel |          |

| Cessioni | Cessioni      | Cessioni                 | Cessioni |
| R.       | Nome          | a                        | Modalità |
| -------- | ------------- | ------------------------ | -------- |
| A        | Horst Dudjahn | VSK Osterholz-Scharmbeck |          |
| A        | Erwin Jung    | Oldenburg                |          |
| A        | Theo Klöckner | Schwarz-Weiß Essen       |          |
| A        | Dieter Thun   | Wolfsburg                |          |

## Risultati

### Bundesliga

#### Girone di andata
| Arbitro: | Fritz |

|            |           |  |
| Schulz 57’ | Marcatori |  |

| Arbitro: | Weyland |

|                        |           |            |
| Heiser 52’ Bandura 67’ | Marcatori | 73’ Ferner |

| Arbitro: | Heumann |

|                                                |           |                      |
| Hänel 11’ Matischak 21’, 68’ Schütz 84’ (rig.) | Marcatori | 54’ (rig.) Reitgassl |

| Arbitro: | Radermacher |

|  |           |                                 |
|  | Marcatori | 37’ Zebrowski 71’ (rig.) Schütz |

| Arbitro: | Jacobi |

|                          |           |  |
| Ferner 25’ Matischak 90’ | Marcatori |  |

| Arbitro: | Tschenscher |

|                      |           |  |
| Löhr 11’ Thielen 47’ | Marcatori |  |

| Arbitro: | Handwerker |

|                           |           |  |
| Podlich 28’ Matischak 68’ | Marcatori |  |

| Arbitro: | Treichel |

|  |           |                               |
|  | Marcatori | 73’ (rig.) Grosser 87’ Rebele |

| Arbitro: | Niemeyer |

|             |           |  |
| Huberts 44’ | Marcatori |  |

| Arbitro: | Schreiner |

|                                          |           |  |
| Matischak 2’, 55’ Schütz 23’ Piontek 26’ | Marcatori |  |

| Arbitro: | Siebert |

|            |           |                                 |
| Simmet 70’ | Marcatori | 23’ (rig.) Schütz 81’ Zebrowski |

| Arbitro: | Riegg |

|                                                       |           |  |
| Zebrowski 9’ Lorenz 13’ Matischak 28’, 88’ Ferner 48’ | Marcatori |  |

| Arbitro: | Hoffmann |

|                              |           |               |
| Wild 9’, 22’ Cieslarczyk 61’ | Marcatori | 7’, 13’ Hänel |

| Arbitro: | Siebert |

|                               |           |  |
| Lorenz 73’ Höttges 75’ (rig.) | Marcatori |  |

| Arbitro: | Kreitlein |

|                                |           |               |
| Libuda 38’ Emmerich 73’ (rig.) | Marcatori | 16’ Zebrowski |

| Arbitro: | Niemeyer |

|                                  |           |  |
| Danielsen 14’ Höttges 17’ (rig.) | Marcatori |  |

| Arbitro: | Thier |

|                                                   |           |             |
| Ohlhauser 40’ Koulmann 48’ Beckenbauer 90’ (rig.) | Marcatori | 23’ Piontek |

#### Girone di ritorno
| Arbitro: | Ott |

|                     |           |             |
| Reisch 56’ Wild 76’ | Marcatori | 61’ Höttges |

| Arbitro: | Tschenscher |

|                                           |           |                                    |
| Zebrowski 3’ Danielsen 65’ Schimeczek 73’ | Marcatori | 19’ Rodekamp 36’ Heiser 40’ Gräber |

| Arbitro: | Schmidt |

|                         |           |                              |
| Wrenger 10’ Kaminke 43’ | Marcatori | 8’, 45’ Schütz 69’ Zebrowski |

| Arbitro: | Weyland |

|                                     |           |           |
| Zebrowski 52’ Lorenz 57’ Schütz 63’ | Marcatori | 84’ Menne |

| Arbitro: | Fischer |

|            |           |                 |
| Sabath 48’ | Marcatori | 32’, 65’ Schütz |

| Arbitro: | Kreitlein |

|                            |           |          |
| Danielsen 26’ Dausmann 39’ | Marcatori | 84’ Löhr |

| Arbitro: | Siebert |

|          |           |                                                                       |
| Pyka 27’ | Marcatori | 23’ Lorenz 46’ Danielsen 62’, 90’ Podlich 68’ (rig.) Schütz 79’ Hänel |

| Arbitro: | Niemeyer |

|                                     |           |          |
| Brunnenmeier 14’ Konietzka 29’, 80’ | Marcatori | 2’ Hänel |

| Arbitro: | Radermacher |

|                                   |           |                      |
| Schütz 7’, 21’ (rig.) Podlich 28’ | Marcatori | 44’ Lechner 78’ Solz |

| Arbitro: | Thier |

|           |           |  |
| Ulsaß 15’ | Marcatori |  |

| Arbitro: | Hoffmann |

|                                      |           |                       |
| Schütz 2’, 28’, 45’, 47’ Podlich 18’ | Marcatori | 32’ Wingert 80’ Kuntz |

| Arbitro: | Schreiner |

|            |           |             |
| Engler 31’ | Marcatori | 45’ Podlich |

| Arbitro: | Weyland |

|                               |           |           |
| Danielsen 40’ Schütz 60’, 73’ | Marcatori | 41’ Dobat |

| Arbitro: | Betz |

|  |           |                                                               |
|  | Marcatori | 10’, 67’, 76’, 87’ Dausmann 65’ Schütz 75’ Ferner 85’ Höttges |

| Arbitro: | Tschenscher |

|                    |           |  |
| Höttges 89’ (rig.) | Marcatori |  |

| Arbitro: | Jacobi |

|                 |           |                                           |
| Pohlschmidt 32’ | Marcatori | 25’ Soya 33’ (aut.) Piechowiak 56’ Schulz |

| Arbitro: | Thier |

|            |           |            |
| Schütz 19’ | Marcatori | 14’ Werner |

### Coppa di Germania
| Arbitro: | Baumgärtel |

|                                            |           |  |
| Dausmann 56’, 82’ Zebrowski 86’ Schütz 89’ | Marcatori |  |

| Arbitro: | Siepe |

|                       |           |  |
| Ferner 68’ Schütz 78’ | Marcatori |  |

| Arbitro: | Jacobi |

|                             |           |               |
| Wrenger 60’ Rummel 81’, 84’ | Marcatori | 74’ Danielsen |

### Coppa dei Campioni
| Arbitro: | Zeimes |

|  |           |                                                         |
|  | Marcatori | 14’, 33’ Matischak 32’ Podlich 44’ Schulz 78’ Zebrowski |

| Arbitro: | Sørensen |

|                                                       |           |  |
| Danielsen 36’, 54’ Ferner 41’ Höttges 64’, 83’ (rig.) | Marcatori |  |

| Arbitro: | De Marchi |

|                                       |           |  |
| Jusufi 69’ Hasanagić 75’ Pirmajer 88’ | Marcatori |  |

| Arbitro: | Wharton |

|            |           |  |
| Schütz 33’ | Marcatori |  |

## Statistiche

### Statistiche di squadra
| Competizione       | Punti | In casa | In casa | In casa | In casa | In casa | In casa | In trasferta | In trasferta | In trasferta | In trasferta | In trasferta | In trasferta | Totale | Totale | Totale | Totale | Totale | Totale | DR  |
| Competizione       | Punti | G       | V       | N       | P       | Gf      | Gs      | G            | V            | N            | P            | Gf           | Gs           | G      | V      | N      | P      | Gf     | Gs     | DR  |
| ------------------ | ----- | ------- | ------- | ------- | ------- | ------- | ------- | ------------ | ------------ | ------------ | ------------ | ------------ | ------------ | ------ | ------ | ------ | ------ | ------ | ------ | --- |
| Bundesliga         | 45    | 17      | 14      | 2       | 1       | 43      | 14      | 17           | 7            | 1            | 9            | 33           | 26           | 34     | 21     | 3      | 10     | 76     | 40     | +36 |
| Coppa di Germania  | -     | 2       | 2       | 0       | 0       | 6       | 0       | 1            | 0            | 0            | 1            | 1            | 3            | 3      | 2      | 0      | 1      | 7      | 3      | +4  |
| Coppa dei Campioni | -     | 2       | 2       | 0       | 0       | 6       | 0       | 2            | 1            | 0            | 1            | 5            | 3            | 4      | 3      | 0      | 1      | 11     | 3      | +8  |
| Totale             | 45    | 21      | 18      | 2       | 1       | 55      | 14      | 20           | 8            | 1            | 11           | 39           | 32           | 41     | 26     | 3      | 12     | 94     | 46     | +48 |

### Andamento in campionato
| Giornata  | 1 | 2 | 3 | 4 | 5 | 6 | 7 | 8 | 9 | 10 | 11 | 12 | 13 | 14 | 15 | 16 | 17 | 18 | 19 | 20 | 21 | 22 | 23 | 24 | 25 | 26 | 27 | 28 | 29 | 30 | 31 | 32 | 33 | 34 |
| --------- | - | - | - | - | - | - | - | - | - | -- | -- | -- | -- | -- | -- | -- | -- | -- | -- | -- | -- | -- | -- | -- | -- | -- | -- | -- | -- | -- | -- | -- | -- | -- |
| Luogo     | C | T | C | T | C | T | C | C | T | C  | T  | C  | T  | C  | T  | C  | T  | T  | C  | T  | C  | T  | C  | T  | T  | C  | T  | C  | T  | C  | T  | C  | T  | C  |
| Risultato | V | P | V | V | V | P | V | P | P | V  | V  | V  | P  | V  | P  | V  | P  | P  | N  | V  | V  | V  | V  | V  | P  | V  | P  | V  | N  | V  | V  | V  | V  | N  |
| Posizione | 4 | 8 | 3 | 3 | 2 | 6 | 6 | 6 | 8 | 7  | 5  | 5  | 5  | 5  | 5  | 5  | 5  | 7  | 7  | 5  | 5  | 5  | 5  | 5  | 5  | 5  | 5  | 5  | 5  | 4  | 4  | 4  | 4  | 4  |

Legenda:

Luogo: C = Casa; T = Trasferta. Risultato: V = Vittoria; N = Pareggio; P = Sconfitta.

### Statistiche dei giocatori
| Giocatore     | Bundesliga | Bundesliga | Bundesliga  | Bundesliga | Coppa di Germania | Coppa di Germania | Coppa di Germania | Coppa di Germania | Coppa dei Campioni | Coppa dei Campioni | Coppa dei Campioni | Coppa dei Campioni | Totale   | Totale | Totale      | Totale     |
| Giocatore     | Presenze   | Reti       | Ammonizioni | Espulsioni | Presenze          | Reti              | Ammonizioni       | Espulsioni        | Presenze           | Reti               | Ammonizioni        | Espulsioni         | Presenze | Reti   | Ammonizioni | Espulsioni |
| ------------- | ---------- | ---------- | ----------- | ---------- | ----------------- | ----------------- | ----------------- | ----------------- | ------------------ | ------------------ | ------------------ | ------------------ | -------- | ------ | ----------- | ---------- |
| G. Bernard    | 34         | 0          | 0           | 0          | 2                 | 0                 | 0                 | 0                 | 4                  | 0                  | 0                  | 0                  | 40       | 0      | 0           | 0          |
| W. Bordel     | 3          | 0          | 0           | 0          | 0                 | 0                 | 0                 | 0                 | 2                  | 0                  | 0                  | 1                  | 5        | 0      | 0           | 1          |
| J. Danielsen  | 26         | 5          | 0           | 0          | 3                 | 1                 | 0                 | 0                 | 2                  | 2                  | 0                  | 0                  | 31       | 8      | 0           | 0          |
| H. Dausmann   | 14         | 5          | 0           | 0          | 1                 | 2                 | 0                 | 0                 | 0                  | 0                  | 0                  | 0                  | 15       | 7      | 0           | 0          |
| D. Ferner     | 34         | 4          | 0           | 0          | 3                 | 1                 | 0                 | 0                 | 4                  | 1                  | 0                  | 0                  | 41       | 6      | 0           | 0          |
| K. Hänel      | 19         | 5          | 0           | 0          | 1                 | 0                 | 0                 | 0                 | 2                  | 0                  | 0                  | 0                  | 22       | 5      | 0           | 0          |
| H. Höttges    | 31         | 5          | 0           | 0          | 3                 | 0                 | 0                 | 0                 | 4                  | 2                  | 0                  | 0                  | 38       | 7      | 0           | 0          |
| H. Jagielski  | 11         | 0          | 0           | 0          | 0                 | 0                 | 0                 | 0                 | 0                  | 0                  | 0                  | 0                  | 11       | 0      | 0           | 0          |
| K. Lambertz   | 0          | 0          | 0           | 0          | 1                 | 0                 | 0                 | 0                 | 0                  | 0                  | 0                  | 0                  | 1        | 0      | 0           | 0          |
| M. Lorenz     | 31         | 4          | 0           | 0          | 2                 | 0                 | 0                 | 0                 | 4                  | 0                  | 0                  | 0                  | 37       | 4      | 0           | 0          |
| K. Matischak  | 21         | 8          | 0           | 0          | 2                 | 0                 | 0                 | 0                 | 4                  | 2                  | 0                  | 0                  | 27       | 10     | 0           | 0          |
| S. Piontek    | 33         | 2          | 0           | 0          | 3                 | 0                 | 0                 | 0                 | 4                  | 0                  | 0                  | 0                  | 40       | 2      | 0           | 0          |
| M. Podlich    | 11         | 6          | 0           | 0          | 1                 | 0                 | 0                 | 0                 | 2                  | 1                  | 0                  | 0                  | 14       | 7      | 0           | 0          |
| H. Schimeczek | 6          | 1          | 0           | 0          | 0                 | 0                 | 0                 | 0                 | 0                  | 0                  | 0                  | 0                  | 6        | 1      | 0           | 0          |
| H. Schulz     | 12         | 2          | 0           | 0          | 2                 | 0                 | 0                 | 0                 | 3                  | 1                  | 0                  | 0                  | 17       | 3      | 0           | 0          |
| A. Schütz     | 23         | 20         | 0           | 0          | 3                 | 2                 | 0                 | 0                 | 2                  | 1                  | 0                  | 1                  | 28       | 23     | 0           | 1          |
| W. Soya       | 1          | 1          | 0           | 0          | 0                 | 0                 | 0                 | 0                 | 0                  | 0                  | 0                  | 0                  | 1        | 1      | 0           | 0          |
| H. Steinmann  | 32         | 0          | 0           | 0          | 3                 | 0                 | 0                 | 0                 | 4                  | 0                  | 0                  | 0                  | 39       | 0      | 0           | 0          |
| G. Zebrowski  | 32         | 7          | 0           | 0          | 3                 | 1                 | 0                 | 0                 | 3                  | 1                  | 0                  | 0                  | 38       | 9      | 0           | 0          |